# Віялохвістка плямистовола
Віялохвістка плямистовола (Rhipidura threnothorax) — вид горобцеподібних птахів родини віялохвісткових (Rhipiduridae).

## Поширення
Вид поширений в Новій  Гвінеї, на островах Ару, Япен та Раджа-Ампат. Його природне середовище проживання — субтропічні або тропічні вологі низинні ліси.

## Підвиди
- Rhipidura threnothorax fumosa Schlegel, 1871 - острів Япен;
- Rhipidura threnothorax threnothorax Muller,S , 1843 - Нова Гвінея, Ару, Раджа-Ампат.